# Бяла крава
Бяла Крава е резерват разположен в Еленски балкан, Стара планина, България. Името произлиза от формата на група вулканични скали в централната част на резервата, които гледани отдалече имат формата на крава.

## Основаване и статут
Обявен е на 28 март 1968 г. за резерват с обща площ 93,46 хектара, за да се запазят вековна букова гора, флористично и фаунистично богатство, карстови извори „Бяла крава“.

## География
Резерватът е разположен по северните склонове на Еленски балкан, северно от връх Голяма Турла и североизточно от връх Чумерна, над селата Игнатовци, Колари, Костел и Каменари. От подножието на връх Голяма Турла извира Костелска река, която протича през територията на резервата.

## Флора
С изключение на отделни скали и малки поляни площта му е заета от обикновен бук със средна възраст 80 – 140 години, а отделни дървета са с възраст над 200 години. Средната им дебелина е 60 cm, а средната височина – 23 m. Срещат се представители на габър, явор, дива череша, шестил, дребнолистна липа, трепетлика, брекиня, планинска елша, зеленика, мекиша, ива, лавровишня. От тревната растителност се срещат левурда, лизула, дебрянка, лазаркиня, мъжка папрат, сладка папрат, копитник.